# Des Moines Township (comté de Polk, Iowa)
Des Moines Township est un township du comté de Polk en Iowa, aux États-Unis,.

## Source de la traduction
- (es) Cet article est partiellement ou en totalité issu de l’article de Wikipédia en espagnol intitulé « Municipio de Des Moines (condado de Polk, Iowa) » (voir la liste des auteurs).